# Перемяки
Перемя́ки (фин. Perämäki — дальний холм) — упразднённая деревня на территории Куйвозовского сельского поселения Всеволожского района Ленинградской области.

## История
Впервые упоминается в Писцовой книге Водской пятины 1500 года как деревня Перзимяка в Ивановском Куйвошском погосте.
На карте Ингерманландии А. И. Бергенгейма, составленной по шведским материалам 1676 года, упоминается как деревня Persemaki.
На шведской «Генеральной карте провинции Ингерманландии» 1704 года она обозначена как Pärsemächi.
А на «Географическом чертеже Ижорской земли» Адриана Шонбека 1705 года как деревня Пярсамяки.
В 1743 году императрица Елизавета Петровна пожаловала мызу Вартемяки, вместе с принадлежащей ей деревней Перемяки, графу П. И. Шувалову.
На карте Санкт-Петербургской губернии Я. Ф. Шмидта 1770 года упоминается как деревня Пермяки.

ПЕРЕМЯККИ — деревня мызы Гарбалово, принадлежит Надежде Кандиб, генерал-майорше, число жителей по ревизии: 22 м. п., 24 ж. п. (1838 год)

На этнографической карте Санкт-Петербургской губернии П. И. Кёппена 1849 года она обозначена как деревня «Perämäki», расположенная в ареале расселения эвремейсов. В пояснительном тексте к этнографической карте она названа Perämäki (Перемяки) и указано количество её жителей на 1848 год: эвремейсов — 21 м. п., 26 ж. п., а также ижоры — 6 м. п., 6 ж. п., всего 58 человек.

ПЕРЕМЯКИ — деревня жены Г. С. Ильиной, по просёлочной дороге, число дворов — 7, число душ — 30 м. п. (1856 год)

ПЕРЕМЯККИ — деревня владельческая при озере Покоярви, число дворов — 11, число жителей: 33 м. п., 52 ж. п. (1862 год)

- План деревни Перемяки. 1885 год

В 1885 году в деревне Перемяки было 11 крестьянских дворов.

ПЕРИМЯКИ — деревня Гарболовского сельского общества при Куйвозовской (Гарболовской) земской дороге, при колодце 15 дворов, 52 м. п., 57 ж. п., всего 109 чел. кузница. (1896 год)

В 1908 году в деревне проживали 87 человек из них 6 детей школьного возраста (от 8 до 11 лет).
В конце XIX — начале XX века деревня административно относилась к Куйвозовской волости 4-го стана Санкт-Петербургского уезда Санкт-Петербургской губернии. Население деревни было однородным — финским.
Согласно переписи населения СССР 1926 года:

ПЕРЕМЯКИ — деревня Гарболовского сельсовета Куйвозовской волости Ленинградского уезда, 29 хозяйств, 120 душ.

Из них: русских — 6 хозяйств, 15 душ (8 м. п. и 7 ж. п.); ингерманландцев — 18 хозяйств, 84 души (43 м. п. и 41 ж. п.); суоми — 4 хозяйства, 19 душ (6 м. п. и 13 ж. п.); латышей — 1 хозяйство, 2 души (1 м. п. и 1 ж. п.). (1926 год)

В 1928 году население деревни также составляло 120 человек.
На карте 1932 года обозначена как деревня Пере-мяки.
По административным данным 1933 года деревня Перемяки относилась к Гарболовскому сельсовету Куйвозовского района.
До 1936 года — место компактного проживания ингерманландских финнов. В течение мая-июля 1936 года финское население деревни было выселено в восточные районы Ленинградской области. Выселение гражданского населения из приграничной местности осуществлялось в Бабаевский, Боровичский, Вытегорский, Кадуйский, Ковжинский, Мошенской, Мяксинский, Пестовский, Петриневский, Пришекснинский, Устюженский, Хвойнинский, Чагодощенский, Череповецкий и Шольский районы. В настоящее время они входят в состав Вологодской и Новгородской областей.
Деревня попала в зону строительства КаУРа, на её территории располагался один из узлов обороны 22-го УР.
По данным переписи населения 1939 года, такого населённого пункта уже не значится, хотя на картах 1939 года он обозначается с точностью до дома.
- Деревня Перемяки на карте 1939 года

По областным административным данным деревня числилась в Гарболовском сельсовете Парголовского района до 31 декабря 1943 года. 
30 октября 1950 года деревня была упразднена на основании постановления Секретариата Президиума Верховного Совета РСФСР. В справочнике по административно-территориальному делению Ленинградской области дано пояснение: «после войны не восстановлена».
Сейчас — урочище Перемяки в котором располагаются одноимённые СНТ и база отдыха. В садоводстве четыре улицы: 1-я Южная, 2-я Северная, Кирова, Северная.

## География
Находится в северной части района на автодороге 41К-012 (Скотное — Приозерск) в 2 км к северу от озера Паскоярви (фин. Paskojärvi).